# Vipio striolatus
Vipio striolatus är en stekelart som beskrevs av Telenga 1936. Vipio striolatus ingår i släktet Vipio och familjen bracksteklar. Inga underarter finns listade i Catalogue of Life.